# Тасманов мост
Тасманов мост, или Тасман-Бридж (англ. Tasman Bridge), — пятиполосный автомобильный мост через эстуарий реки Деруэнт. Полная длина моста — 1395 м. Он соединяет центральную часть Хобарта (столицы штата Тасмания в Австралии) с восточными районами Большого Хобарта (Кларенс и другие). По мосту проходит автомобильная дорога  (Tasman Highway), соединяющая Хобарт с аэропортом, а также с восточным побережьем острова Тасмания. 

## Строительство моста
До того, как Тасманов мост был построен, чуть выше по течению стоял уникальный понтонный Хобартский мост (Hobart Bridge). В 1950-х годах было принято решение построить новый мост, так как Хобартский мост уже не справлялся с увеличивающимся потоком транспорта. 
Строительство началось в 1960 году, две полосы моста были открыты для движения 18 августа 1964 года, а четыре полосы были открыты 23 декабря 1964 года. В период сооружения моста на строительстве были заняты до 400 рабочих.

## Катастрофа 1975 года
В 9 часов 27 минут вечера 5 января 1975 года c одной из опор Тасманова моста столкнулся сухогруз Lake Illawarra, везущий 10 000 тонн цинкового концентрата для компании Electrolytic Zinc. В результате столкновения две опоры моста и три бетонных участка (суммарной длины 127 м) рухнули в воду, затопив судно. Погибли 7 членов команды судна и 5 автомобилистов, чьи машины упали в воду до того, как движение было остановлено.

## Восстановление моста
Восстановление моста началось в октябре 1975 года. Официальное открытие моста после реконструкции состоялось 8 октября 1977 года. В результате реконструкции была открыта пятая полоса, работающая как реверсивная.

## Фотогалерея
- Вид на Тасманов мост с восточного берега
- Въезд на Тасманов мост с восточного берега
- Вид на Тасманов мост с горы Нельсон (Mount Nelson)
- Вид на Тасманов мост с горы Веллингтон
- Тасманов мост на закате
- Памятная табличка о катастрофе 1975 года